# 贾德尔·沃内·思平德
贾德尔·沃内·思平徳（Jader Volnei Spindler，1982年1月18日—），简称巴雷（Baré），是一名巴西足球运动员，现在效力于日本甲組職業足球聯賽球队甲府風林。

## 俱乐部生涯
2001年，巴雷加盟J2联赛球队大宫松鼠，他和球队签订一份C类合同。在2001赛季，他出场30次，射进13球。2002年，巴雷转投丹麦超级球队瓦埃勒。2003年，他回到大宫松鼠，在球队的两个赛季，他取得很高的进球率，并帮助球队在2004赛季升级到J1联赛。2005年，巴雷加盟另一支J2联赛球队甲府风林。2005赛季，他是球队的进攻核心，帮助甲府风林取得联赛第三名，进入升级附加赛。12月10日，在附加赛第二回合，他在日立柏足球场一个人射进6球，创造日本职业联赛的新纪录，并帮助甲府风林客场6比2击败柏太阳神，并以总比分8比3淘汰对手晋级J联赛。2006赛季，他在进攻端的出色表现又帮助球队成功保级。2007年，他和大阪钢巴签订一份三年的合同。。他在2007赛季入选J联赛赛季最佳阵容。
2008年9月，阿联酋球队阿尔-阿赫利以一亿日元的身价买入巴雷。他在加盟球队的第一个赛季（2008/09赛季）即帮助球队获得联赛冠军。2010年，他加盟另一支阿联酋球队阿尔-贾吉拉。2012年9月，状态下滑的巴雷被租借到阿尔-阿拉比。他在租借期间出场6次，未能取得进球。
2012年12月30日，巴雷回到日本，加盟清水心跳。2013年7月24日，巴雷正式转会加盟中国足球超级联赛球队天津泰达。